# Parc national du Sud
Le parc national du Sud (anglais : Southern National Park) est un parc national situé dans les états de Bahr el Ghazal occidental, de l'Équatoria-Occidental, des Lacs et de Warab au Soudan du Sud. Il a obtenu le statut de parc national en 1939. En 2006, le parc est passé d'une superficie de 23 000 km2 à une superficie de 57 000 km2, ce qui en fait le parc ayant la plus grande superficie du Soudan du Sud.
Dans la classification du WWF, il appartient à l'écorégion de la mosaïque de forêt-savane du Congo du Nord. Recemment, en mai 2023, selon Lion Recovery Fund plusieurs lions ont été aperçus par pièges photographiques. Ce qui serait une excellente nouvelle pour la conservation du parc.